# دونگی میلانوواتس
دونگی میلانوواتس (به صربی: Donji Milanovac) یک شهر و شهرک در صربستان است که در ناحیه بور واقع شده‌است. دونگی میلانوواتس ۲٬۴۱۰ نفر جمعیت دارد و ۵۶ متر بالاتر از سطح دریا واقع شده‌است.